# The Free Electric Band
"The Free Electric Band" är en sång skriven av Albert Hammond och Mike Hazelwood. Den spelades in av Albert Hammond 1973 och blev hans enda melodi att gå in på en lista i Storbritannien. Sången är en glad låt om en ung person och hans möjligheter, men som prioriterar att spela musik med sitt pop-rockband.
Singeln låg på listorna i flera länder 1973–1974, och toppade den norska singellistan. I Sverige låg den etta på Tio i topp.
En text på svenska under titeln "Han gav upp alltihop (för att spela i sitt band)" skrevs av Lalla Hansson och Björn Håkanson. Den spelades in av Lalla Hansson, och blev en hit i Sverige som också låg på Tio i topp.

## Listplaceringar
| Lista (1973–1974) | Topplacering           |
| ----------------- | ---------------------- |
| Kanada            | 44                     |
| Nederländerna     | 3                      |
| Norge             | 1                      |
| Schweiz           | 4                      |
| Storbritannien    | 19                     |
| Sverige           | 7 (Kvällstoppen)       |
| Sverige           | 1 (Tio i topp)         |
| USA               | 48 (Billboard Hot 100) |
| Österrike         | 2                      |